# Sylvie Delassus
 (mars 2025).
Motif : Des communiqués et reprises de communiqué et autres brèves pour des prises de poste. Aucune source secondaire centrée sur la personne ou son ouvrage.
- Archive Wikiwix
- Bing
- Cairn
- DuckDuckGo
- E. Universalis
- Gallica
- Google
- G. Books
- G. News
- G. Scholar
- Persée
- Qwant
- (zh) Baidu
- (ru) Yandex
- (wd) trouver des œuvres sur Wikidata

| 1. | Préciser le motif de la pose du bandeau. | Précisez le motif de la pose du bandeau en utilisant la syntaxe suivante : {{admissibilité à vérifier\|date=juin 2025\|motif=remplacez ce texte par le motif}}                       |
| 2. | Informer les utilisateurs concernés.     | Pensez à avertir le créateur de l'article, par exemple, en insérant le code ci-dessous sur sa page de discussion : {{subst:avertissement admissibilité à vérifier\|Sylvie Delassus}} |

Sylvie Delassus est une éditrice et autrice française.

## Biographie

### Jeunesse et études
Sylvie Delassus étudie les Lettres à l'Université de Caen, puis obtient une maîtrise d'édition à Paris-XIII,.

### Fées et princes charmants
En 1996, elle coécrit avec Véronique Bernard, Fées et princes charmants, publié chez NiL Éditions. Elles tentent « de donner vie aux décors, aux personnages, aux objets du merveilleux » en puisant dans le corpus des textes classiques. Chaque élément constitutif des contes y est traité et largement illustré : les fées, les baguettes magiques, les châteaux, la forêt, le loup…

### Carrière d’éditrice
Sylvie Delassus commence sa carrière professionnelle chez l'éditeur italien Franco Maria Ricci à Milan. Elle travaille ensuite aux éditions Herscher, EPA et Mille et Une Nuits.
En 1999, elle est nommée directrice littéraire des éditions Robert Laffont.
En 2013, elle devient directrice éditoriale non-fiction chez Stock,,.
En 2023, Sylvie Delassus rejoint les éditions Albin Michel. Elle intègre le département non-fiction où elle est chargée de publier des enquêtes, des essais et des documents liés à l'actualité,.
Elle est en couple avec le journaliste Laurent Joffrin.

## Publication
- Véronique Bernard et Sylvie Delassus, Fées et princes charmants, Paris, NIL, 1996, 152 p. (EAN 9782378910532)[9]